# Dwergparelmos
Dwergparelmos (Weissia rostellata) is een soort uit het geslacht parelmos (Weissia). Het komt voor op klei en leem.

## Kenmerken
Dwergparelmos valt op door zijn opvallende uiterlijk, met korte cilindrische capsules die half verborgen zijn tussen lange bladeren bij de basis van de sporofyt. Deze capsules verliezen hun deksel niet en kunnen vaak in deels afgebroken toestand worden gevonden met een loep. De soort vormt lage, losse plukjes geelgroene planten van ongeveer 5 mm hoog. De bladeren zijn 1,5-2,5 mm lang.

## Ecologie
De standplaatsen van dwergparelmos hebben gemeen dat zij allen gelegen zijn op recent aangesneden kleibodems. Veel vondsten zijn gedaan in natuurontwikkelingsterreinen waar de bovenlaag van graslanden verwijderd is. Verder komt het plantje voor in (geschoonde) greppels, langs watergangen (op steile kruimelige taluds en op onlangs verlaagde oevers), op hopen uitgegraven klei en op vochtige paden tussen gras. Het gaat om kalkarme, maar basenrijke zware klei zoals kalkloze poldervaaggronden, kalkloze drechtvaaggronden of waardveengronden. Vermoedelijk groeide dwergparelmos voor de intensivering van de landbouw in blauwgraslanden en dotterbloemhooilanden en heeft daar een omvangrijke sporenvoorraad in de bodem opgebouwd. Tot de begeleidende soorten behoren diverse pioniers op klei zoals kleismaragdsteeltje, braamknikmos, gewoon kleimos en enkele soorten vedermos.

## Verspreiding
In Nederland is dwergparelmos zeer zeldzaam. Het staat op de rode lijst in de categorie 'gevoelig'. Lange tijd was de soort slechts bekend van één vondst bij de spoorbrug van Den Bosch in 1907. In 1999 werd de soort langs de Afgedamde Maas gevonden, niet ver van de oude vindplaats. Vanaf 2002 volgden diverse vondsten in het rivierengebied. Aanvankelijk in de Alblasserwaard en de Vijfherenlanden op de grens van laagveen- en fluviatiel district. Daarna ook in het Land van Maas en Waal, in Berg en bij Wageningen. In de ons omringende landen is dwergparelmos (zeer) zeldzaam.